# Alino
Alino (Bulgaars: Алино) is een dorp in het westen van Bulgarije. Het dorp is gelegen in de gemeente Samokov in de oblast Sofia. Het dorp ligt 33 km ten zuiden van de hoofdstad Sofia.

## Bevolking
In de eerste volkstelling van 1934 registreerde het dorp 1.879 inwoners. In 1946 bereikte het inwonersaantal een hoogtepunt met 2.068 inwoners. Sindsdien neemt het inwonersaantal in een drastische tempo af. Op 31 december 2019 telde het dorp 215 inwoners.
Van de 271 inwoners reageerden er 268 op de optionele volkstelling van 2011. Van de 268 respondenten identificeerden 264 personen zichzelf als etnische Bulgaren (98,5%). Daarnaast waren 4 respondenten ondefinieerbaar (1,5%).
Van de 271 inwoners in februari 2011 werden geteld, waren er 5 jonger dan 15 jaar oud (2%), gevolgd door 112 personen tussen de 15-64 jaar oud (41%) en 154 personen van 65 jaar of ouder (57%).

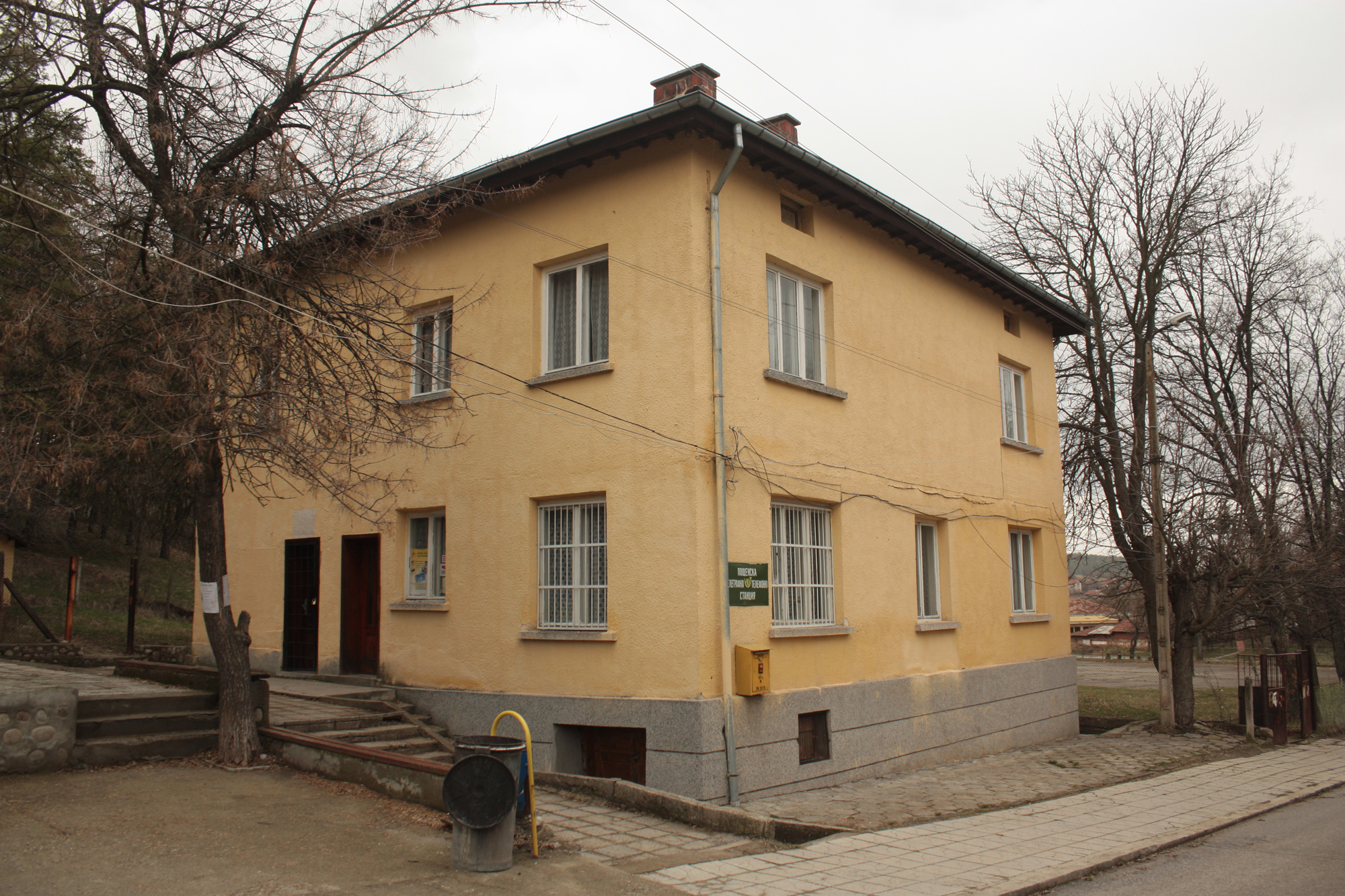
Het burgemeestershuis en postkantoor

Alino · Beltsjin · Beltsjinski Bani · Beli Iskar · Dolni Okol · Dospej · Dragoesjinovo · Goetsal · Gorni Okol · Govedartsi · Jarebkovitsa · Jarlovo · Klisoera · Kovatsjevtsi · Lisets · Madzjare · Mala Tsarkva · Maritsa · Novo Selo · Popovjane · Prodanovtsi · Radoeil · Rajovo · Relovo · Sjipotsjane · Sjiroki Dol · Samokov · Zlokoetsjene